# Rißmannschallbach
Rißmannschallbach ist ein Gemeindeteil der Stadt Feuchtwangen im Landkreis Ansbach (Mittelfranken, Bayern). Rißmannschallbach liegt in der Gemarkung Heilbronn.

## Geographie
Westlich des Dorfes grenzt der Tränkbuck an, nördlich das Wasenfeld, 0,5 km nordöstlich das Waldgebiet Kreuzschlag. Gemeindeverbindungsstraßen führen nach Heilbronn (1,5 km südlich), nach Tauberschallbach (1 km nordwestlich) und nach Steinbach (1,4 km nördlich).

## Geschichte
Rißmannschallbach lag im Fraischbezirk des ansbachischen Oberamtes Feuchtwangen. Im Jahr 1732 bestand der Ort aus 8 Anwesen mit 9 Mannschaften und 1 Gemeindehirtenhaus. Grundherren waren das Stiftsverwalteramt Feuchtwangen (2 Höfe, 3 Gütlein), das Klosterverwalteramt Sulz (1 Halbhöflein, 1 Gut) und das Kastenamt Feuchtwangen (1 Gütlein mit doppelter Mannschaft). An diesen Verhältnissen änderte sich bis zum Ende des Alten Reichs nichts. Von 1797 bis 1808 unterstand der Ort dem Justiz- und Kammeramt Feuchtwangen.
Mit dem Gemeindeedikt (frühes 19. Jahrhundert) wurde Rißmannschallbach dem Steuerdistrikt Tauberschallbach und der Ruralgemeinde Heilbronn zugeordnet. Im Zuge der Gebietsreform in Bayern wurde Rißmannschallbach am 1. Januar 1972 nach Feuchtwangen eingemeindet.

### Baudenkmäler
- Haus Nr. 6: Steinkreuz, Sandstein, mittelalterlich; am südlichen Ortseingang[9]
- Bildstock, Sandsteinmonolith, Relief, bez. 1525[9]

### Einwohnerentwicklung
| Jahr      | 001818 | 001840 | 001861 | 001871 | 001885 | 001900 | 001925 | 001950 | 001961 | 001970 | 001987 |
| Einwohner | 57     | 66     | 47     | 67     | 62     | 59     | 64     | 88     | 53     | 50     | 45     |
| Häuser    | 10     | 9      |        |        | 13     | 11     | 10     | 12     | 10     |        | 10     |
| Quelle    | [ 11 ] | [ 12 ] | [ 13 ] | [ 14 ] | [ 15 ] | [ 16 ] | [ 17 ] | [ 18 ] | [ 19 ] | [ 20 ] | [ 1 ]  |

## Religion
Der Ort ist seit der Reformation evangelisch-lutherisch geprägt und bis heute nach St. Johannis (Feuchtwangen) gepfarrt. Die Einwohner römisch-katholischer Konfession sind nach St. Ulrich und Afra (Feuchtwangen) gepfarrt.